# Stef Wils
Stef Wils (Turnhout, 1982. augusztus 2. –) belga labdarúgó, 2015 és 2018 között a Szombathelyi Haladás játékosa. Öccse, Thomas szintén játszott a Haladásban, jelenleg a Lierse SK játékosa.

## Sikerei, díjai
- Cercle Brugge KSV:
  - Belga labdarúgókupa döntős: 2012–13
- KAA Gent:
  - Belga labdarúgó-bajnokság bronzérmes: 2008–09, 2009–10, 2010–11, 2011–12
  - Belga labdarúgókupa bajnok: 2009–10
  - Belga szuperkupa döntős: 2010